# HD 4308 b
HD 4308 b هو كوكب خارج المجموعة الشمسية منخفض الكتلة يقع على بعد 72 سنة ضوئية تقريباً في كوكبة الطوقان اكتشف في 22 أغسطس 2005 حول النجم HD 4308 باستخدام أسلوب السرعة الشعاعية بواسطة مرسام الطيف هاربس.